# Jakowlew Jak-43
Die Jakowlew Jak-43 (russisch Яковлев Як-43) war ein Entwurf für ein sowjetisches überschallfähiges VTOL-Kampfflugzeug.

## Geschichte
Die Jakowlew Jak-43 wurde als landgestützte Version der Jak-141 konzipiert. Die Jak-43 wäre das VTOL/STOL-Jagdflugzeug der dritten Generation gewesen, um die Jak-141 zu ersetzen, wenn diese in Serie produziert worden wäre. Die Jak-141 wurde nicht in Serie produziert. Aufgrund dessen und der schwierigen ökonomischen Situation Russlands wurde das Projekt gestoppt.
Das Nachfolgeprojekt der Jak-43 war das Projekt Jak-201.

## Konstruktion
Wie die Jak-141 hätte die Jak-43 ein einzelnes Haupttriebwerk sowie zwei vertikale Hubtriebwerken gehabt. Das Haupttriebwerk basiert auf dem dreiwelligen Turbofan Samara NK-321 mit einer Startleistung von 24.980 kg. Dieselben Triebwerke werden für die Tupolew Tu-160 verwendet. Die Form und die Verwendung von Kunststoffbauteilen sollte die Radarrückstrahlfläche reduzierten.